# Quinnesec
Quinnesec is een plaats (census-designated place) in de Amerikaanse staat Michigan, en valt bestuurlijk gezien onder Dickinson County.

## Demografie
Bij de volkstelling in 2000 werd het aantal inwoners vastgesteld op 1187.

## Geografie
Volgens het United States Census Bureau beslaat de plaats een oppervlakte van
3,1 km², waarvan 2,9 km² land en 0,2 km² water.

## Plaatsen in de nabije omgeving
De onderstaande figuur toont nabijgelegen plaatsen in een straal van 36 km rond Quinnesec.